# 周星譼
周星譼（?—?），字涑人，号神素，浙江山阴人。
生平好讀書，仕宦老病無一日廢書。與周沐润、周源緒、周星譽、周星诒為同母異父五兄弟。道光二十三年（1843年）癸卯舉人。歷官安徽無為知州。有《傳忠堂學古文》1卷。